# Synagogue de Hammath

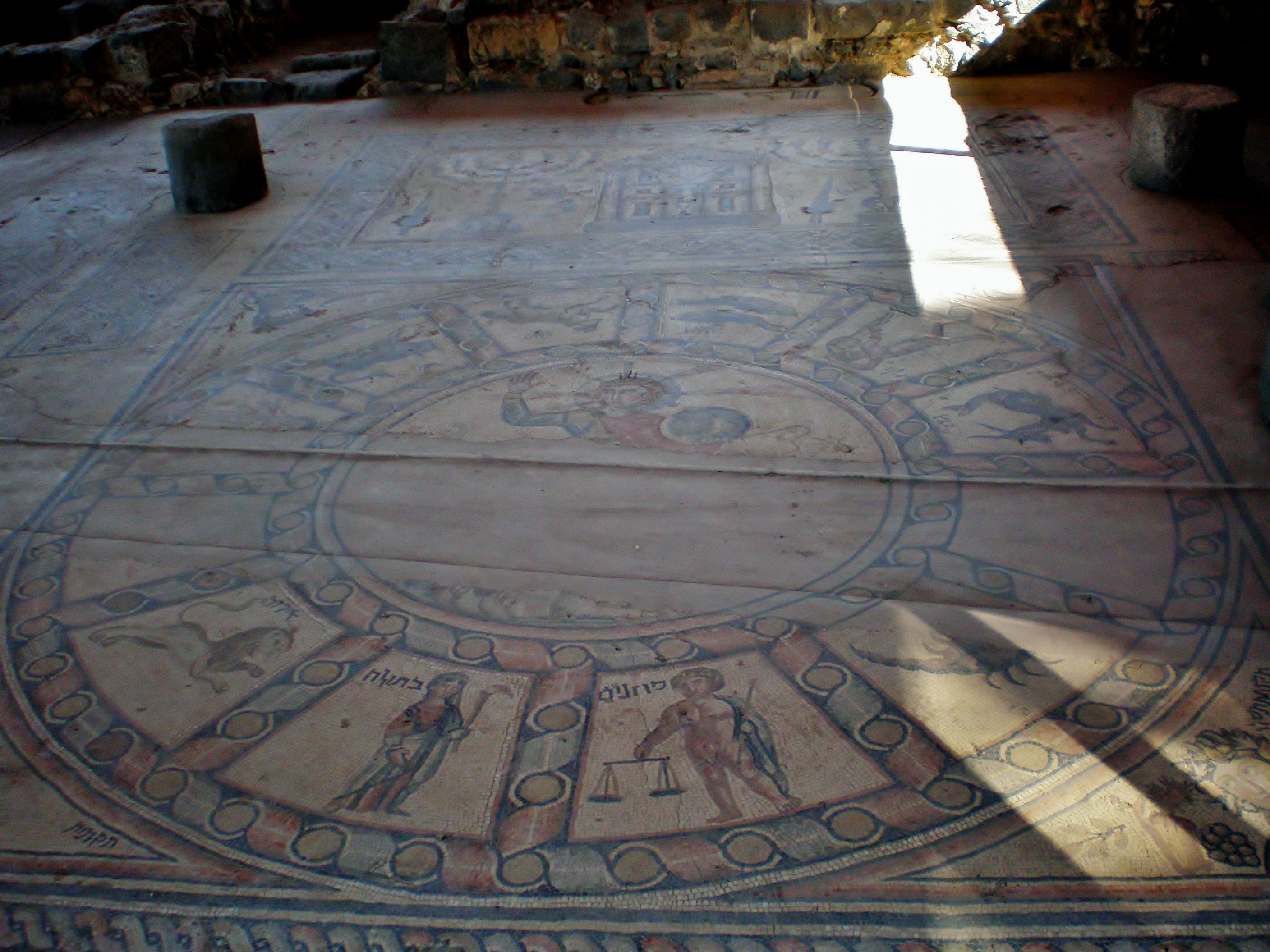
Mosaïque zodiacale synagogue de Hamat Tiberias (VI)

La synagogue de Hammath est un édifice de culte juif et l'une des deux synagogues trouvées dans la ville de Hammath-Tibériade, résultant de la fusion de ces deux localités par construction d'un rempart commun.

## Description
Située à l'extrémité sud de la ville, près de sources chaudes, c'est la plus ancienne des deux. Le premier état remonte en effet à la fin du Ier siècle et au IIe siècle, mais il est très mal connu. Le second état se caractérise par une salle de prière hypostyle divisée en quatre nefs de largeur inégale par trois colonnades. Elle est orientée vers le nord.
Cette synagogue est ensuite reconstruite à plusieurs reprises jusqu'au VIe siècle sur un plan basilical, et orné de mosaïques de pavement.
La mosaïque de la nef principale est richement colorée et divisée en trois panneaux principaux à motifs figuratifs : au sud, deux lions de Juda encadrent une série de dédicaces en grec ; au centre, le plus grand panneau comporte une roue zodiacale avec des personnifications des saisons ; au nord, le dernier panneau représente l'Arche sainte encadrée par des menoroth et des symboles cultuels (etrog, lulav).